# رود بيرغر
رود بيرغر (بالهولندية: Ruud Berger)‏ (18 فبراير 1980 بأوترخت في هولندا - ) هو لاعب كرة قدم هولندي في مركز الهجوم. لعب مع نادي أوترخت.

## وصلات خارجية
- رود بيرغر على موقع قاعدة بيانات كرة القدم.إي يو (الإنجليزية)